# Río Cohengua
Der Río Cohengua ist ein etwa 214 km langer rechter Nebenfluss des Río Ucayali im Osten von Peru in der Region Ucayali.

## Flusslauf
Der Río Cohengua entspringt im Nordosten des Distrikts Raimondi in der Provinz Atalaya auf einer Höhe von ungefähr 440 m. Der Río Cohengua durchquert das Amazonastiefland in überwiegend westlicher Richtung. Bei Flusskilometer 136 trifft die Quebrada Mashansha von rechts auf den Fluss. 3 Kilometer oberhalb der Mündung des Río Cohengua in einen rechten Flussarm des Río Ucayali trifft der Río Puntijao von Süden kommend auf den Río Cohengua. Die Mündung des Río Cohengua liegt 56 km nordnordwestlich der Provinzhauptstadt Atalaya auf einer Höhe von etwa 181 m. 4 km südlich der Mündung befindet sich die Siedlung Puntijao.

## Einzugsgebiet
Der Río Cohengua entwässert ein Areal von ungefähr 2100 km². Dieses erstreckt sich über den zentralen Norden des Distrikts Raimondi und ist mit tropischem Regenwald bedeckt. Das Einzugsgebiet des Río Cohengua grenzt im Norden an das des Río Tahuanía, im Nordosten an das des Río Huacapistea, ein linker Nebenfluss des Río Yurúa, im Südosten und im Süden an die Einzugsgebiete von Río Mapuya und Río Inuya, im Südwesten an das der Quebrada Apinihua sowie im Westen an das des oberstrom gelegenen Río Ucayali.